# Tingsted
Tingsted är en ort på ön Falster i Danmark.   Den ligger i Guldborgsunds kommun och Region Själland, i den sydöstra delen av landet, 100 km söder om Köpenhamn. Tingsted ligger 8 meter över havet och antalet invånare är 226.
Närmaste större samhälle är Nykøbing Falster, 5 km söder om Tingsted. Trakten runt Tingsted består till största delen av jordbruksmark.